# The Floor
The Floor ist eine ursprünglich niederländische Quizsendung, die von John de Mol entwickelt wurde. In den Niederlanden wird sie seit 2023 von RTL 4 ausgestrahlt. Eine deutschsprachige Adaption, moderiert von Matthias Opdenhövel, lief erstmals ab dem 29. Februar 2024 donnerstags in sechs Folgen auf Sat.1. Ab dem 10. April 2025 wurde eine zweite Staffel mit angepassten Regeln ausgestrahlt.

## Ablauf

### Staffel 1
Zu Beginn einer Staffel stehen 100 Personen auf dem in 10 × 10 Spielfelder unterteilten rechteckigen namensgebenden „Floor“ (Fußboden). Jedes der 100 Spielfelder beinhaltet eine andere Wissenskategorie (in der ersten Staffel beispielsweise „Deutsche Schauspieler“, „Vögel“ oder „Sehenswürdigkeiten“). Zunächst wird eine Person ausgewählt, die dann eine der ihr benachbarten Personen in dem von dieser besetzen Themengebiet herausfordern muss. Dazu wird am Moderationspult jeweils ein Duell gespielt, in dem möglichst viele Lösungsbegriffe innerhalb von 45 Sekunden korrekt genannt werden müssen. Meist handelt es sich dabei um Bilder, doch kommen auch Sound-, Kombinations- oder Multiple-Choice-Spiele vor.
Der Verlierer eines Duells scheidet aus dem Spiel aus, der Gewinner fügt das Spielfeld des Verlierers dem seinen hinzu und kann entscheiden, eine weitere benachbarte Person herauszufordern oder auf sein vergrößertes Spielfeld zurückzukehren. Im letzteren Fall wird aus den übrigen Kandidaten wiederum eine Person ausgewählt, die gegen eine benachbarte Person ihrer Wahl antreten muss. Über die gesamte Staffel wird die Anzahl der Teilnehmenden dabei immer weiter reduziert. Am Ende jeder Folge wird die Person, die zu diesem Zeitpunkt die meisten Felder besetzt, zum „Tagessieger“ mit einer Gewinnsumme von 5000 Euro gekürt.
In der letzten Folge der Staffel stehen sich die letzten beiden verbliebenen Kandidaten zum Finalduell um die Gewinnsumme von 100.000 Euro gegenüber. Der Kandidat, der mehr Spielfelder besetzt, kann dabei entscheiden, welches der beiden verbliebenen Themengebiete gespielt werden soll.

### Staffel 2
In der 2. Staffel wurden die Regeln angepasst: Der Tagessieg geht nicht mehr automatisch an den Kandidaten mit den meisten Feldern am Ende einer Sendung, er wird stattdessen in einem separaten Duell zwischen den zwei Kandidaten mit den meisten Feldern ausgespielt.
Darüber hinaus bekommt ein Kandidat, wenn er 3 Duelle in Folge gewinnen kann, 5 Sekunden zusätzlich, die er in einem späteren Duell seiner Wahl einsetzen kann. Angezeigt wird dieser Sonderstatus durch ein goldenes Feld auf dem „Floor“.

## Episoden
| S | #  | Datum            | Gewinner                                 | Gewinn- summe |
| - | -- | ---------------- | ---------------------------------------- | ------------- |
| 1 | 1  | 29. Februar 2024 | Irina (33), Standesbeamtin               | 5.000 €       |
| 1 | 2  | 7. März 2024     | Janina (48), Betriebswirtin              | 5.000 €       |
| 1 | 3  | 14. März 2024    | Sabrina (44), Übersetzerin               | 5.000 €       |
| 1 | 4  | 21. März 2024    | Heiko (47), Hausmann                     | 5.000 €       |
| 1 | 5  | 28. März 2024    | Kristin (32), Bankkauffrau               | 5.000 €       |
| 1 | 6  | 4. April 2024    | Jan (39), Reiseverkehrskaufmann          | 100.000 €     |
| 2 | 7  | 10. April 2025   | Leslie (29), Motorsportingenieurin       | 5.000 €       |
| 2 | 8  | 17. April 2025   | Dörte (40), Pflegefachfrau               | 5.000 €       |
| 2 | 9  | 24. April 2025   | Steffy (45), Fachkraft für Lagerlogistik | 5.000 €       |
| 2 | 10 | 1. Mai 2025      | Steffy (45), Fachkraft für Lagerlogistik | 5.000 €       |
| 2 | 11 | 8. Mai 2025      | Dean (24), Tourismus-Manager             | 5.000 €       |
| 2 | 12 | 15. Mai 2025     | Leslie (29), Motorsportingenieurin       | 100.000 €     |

In der Finalfolge von Staffel 1 siegte Jan mit seiner Ursprungskategorie „Fische“, gefolgt von Johannes und Kai auf den Plätzen zwei und drei. Während der sechs Episoden spielten Simon und Kai jeweils die größte Anzahl an Duellen von allen Kandidaten.
In der zweiten Staffel siegte Leslie in der Kategorie „Meerestiere“ gegen die Kandidatin Seyma. Leslie hatte sich bereits in der ersten Folge das goldene Feld erspielt und war danach bis zur Finalsendung nicht mehr herausgefordert worden. Sie konnte daher die zusätzlichen fünf Sekunden erfolgreich im Finale um die 100.000 Euro einsetzen.

## Rezeption
Glenn Riedmeier auf Fernsehserien.de kritisierte, trotz des zunächst originellen Spielprinzips mache der stets gleiche Spielablauf die Sendung auf Dauer zu wenig abwechslungsreich, ein „Sättigungsgefühl“ stelle sich ein. Auch der häufige Kandidatenwechsel bremse die Sendung aus.
Die Website Stadtshow.de nannte als Kritikpunkte an der Sendung die hohe Anzahl der Kandidaten, sehr viel Leerlauf durch Small-Talk und die unterschiedlichen Schwierigkeitsgrade der Kategorien.